# Armendarits
Armendarits è un comune francese di 393 abitanti situato nel dipartimento dei Pirenei Atlantici nella regione della Nuova Aquitania.

## Società

### Evoluzione demografica
Abitanti censiti

## Edilizia tipica

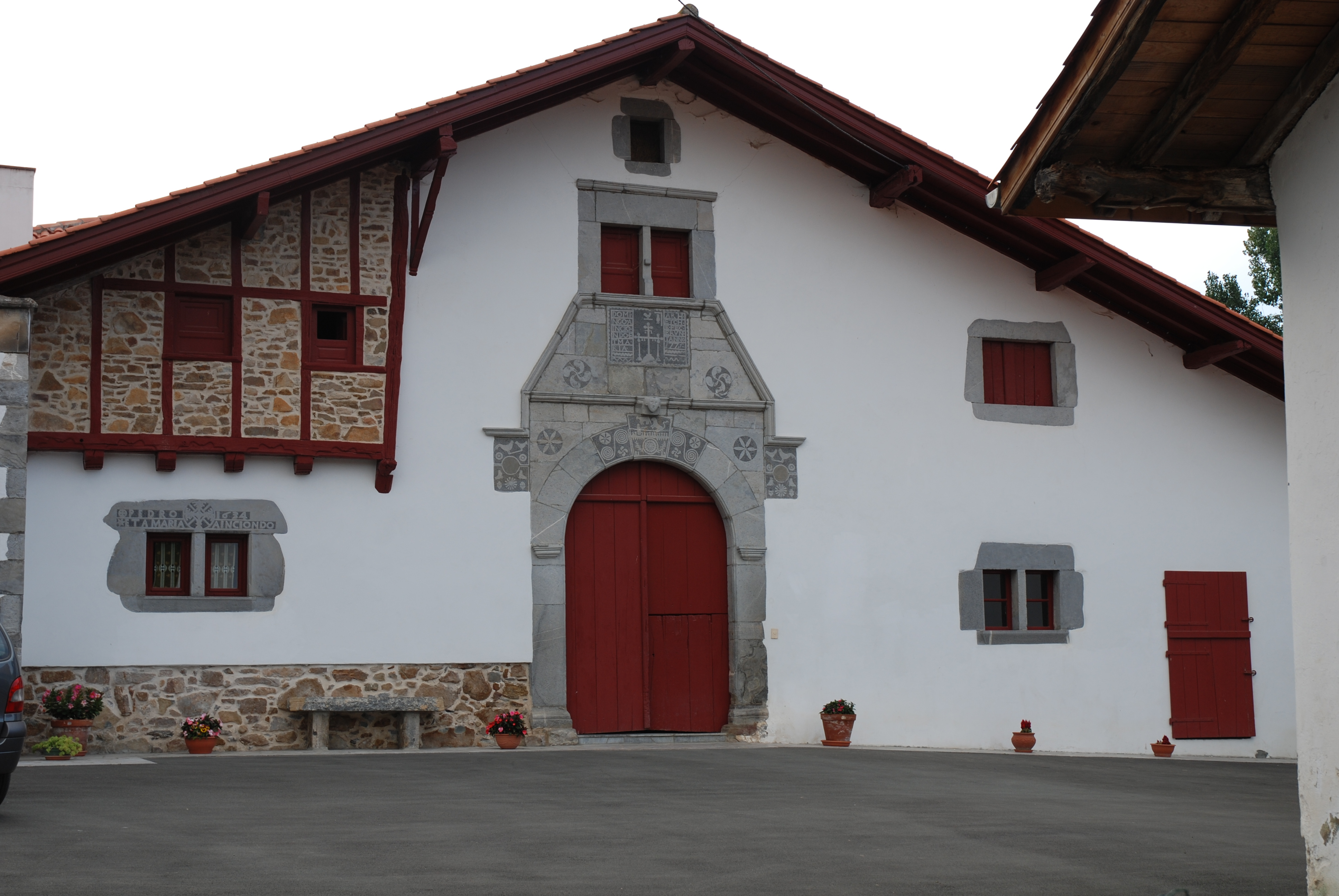
Casa della Bassa Navarra del 1775.
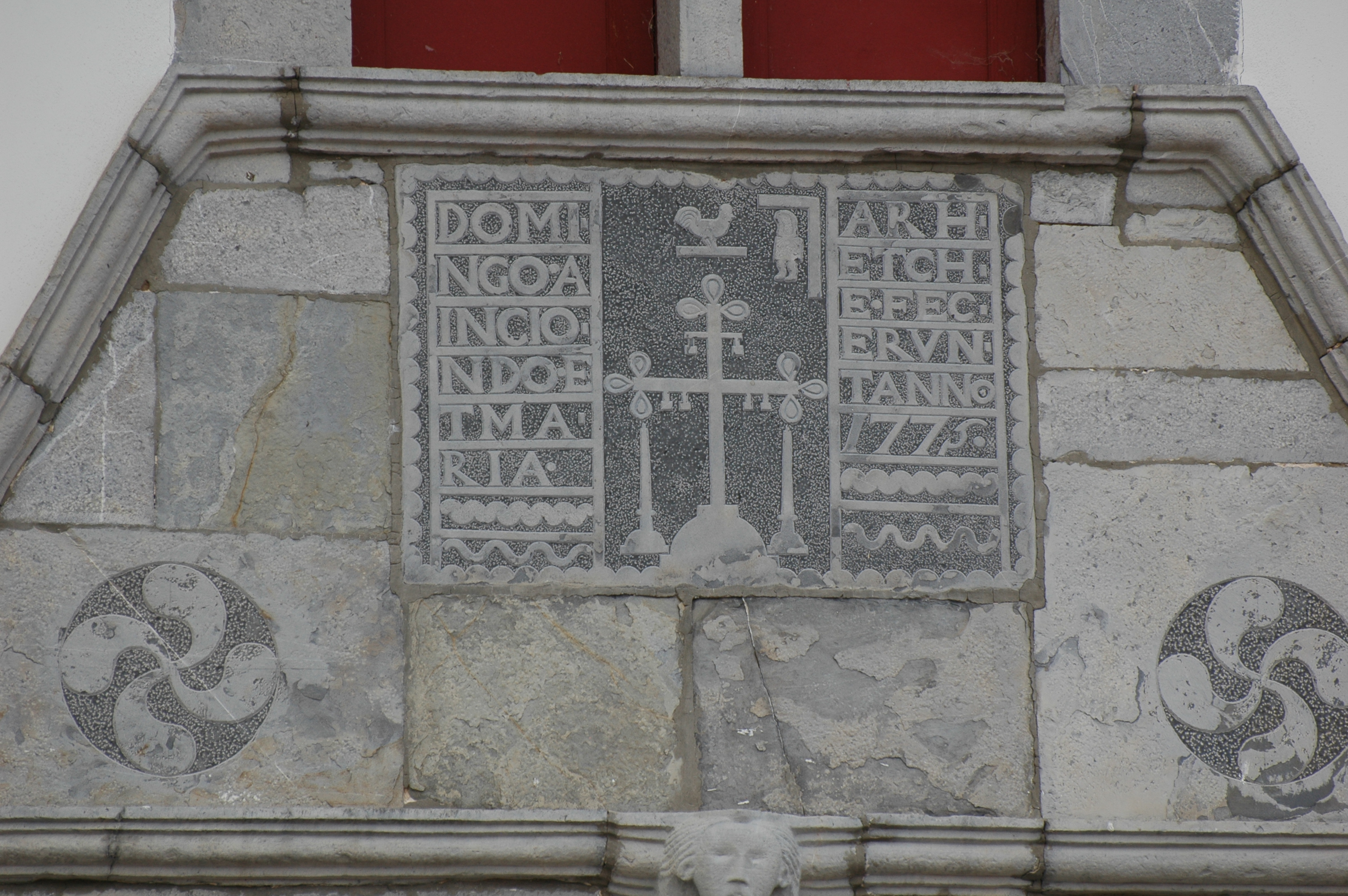
Architrave scolpito.
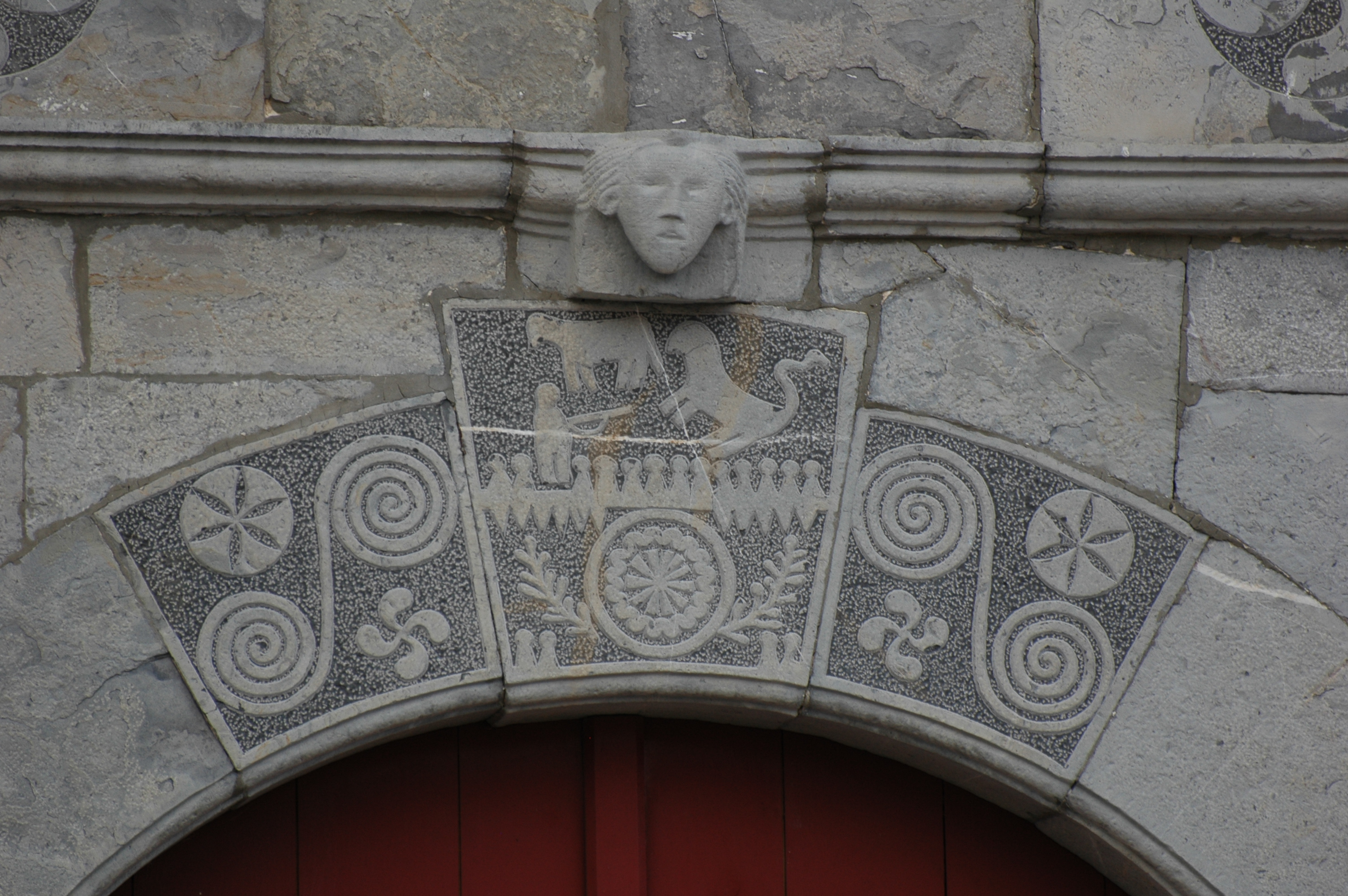
Architrave scolpito.

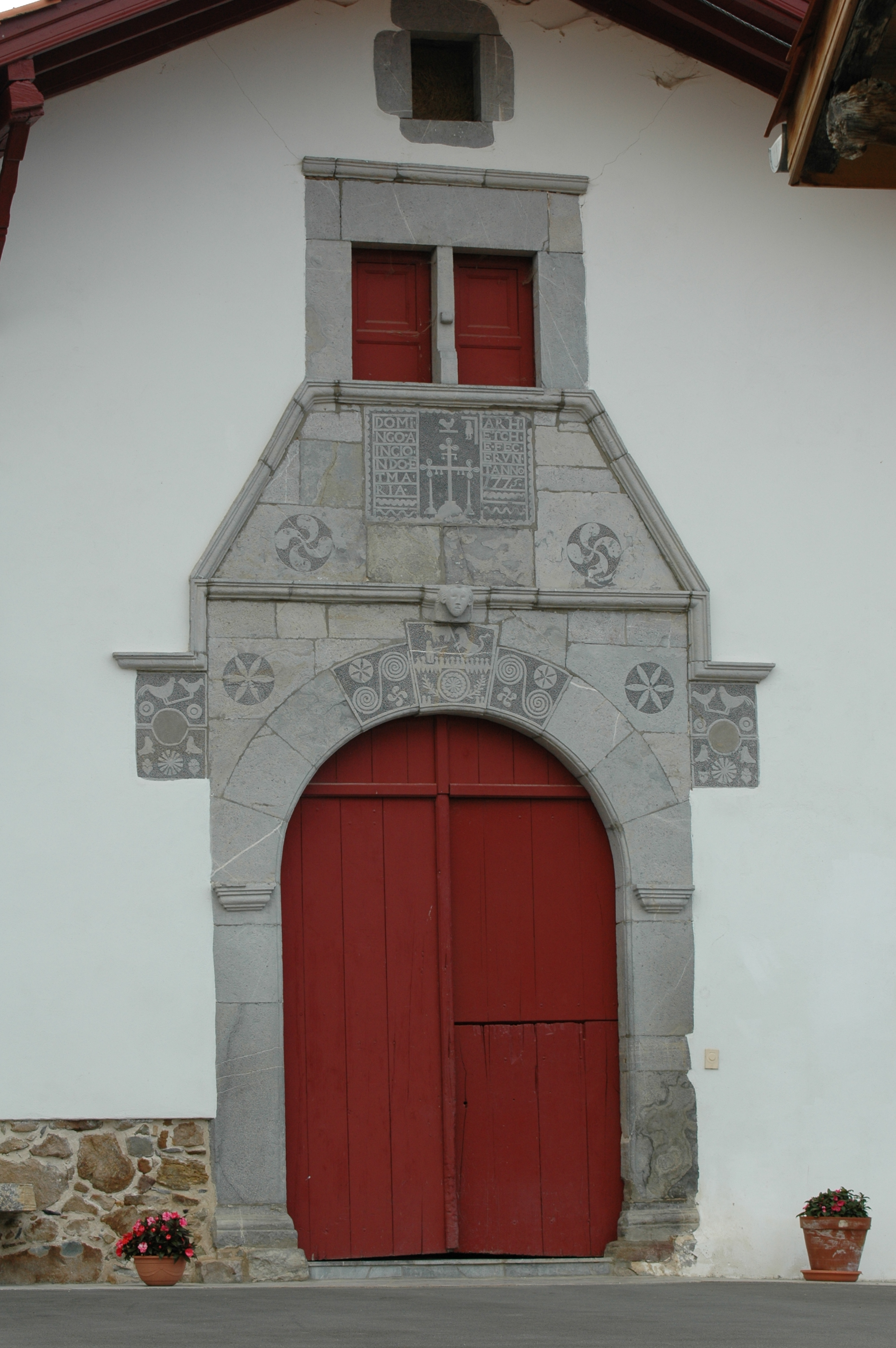
Architrave scolpito.
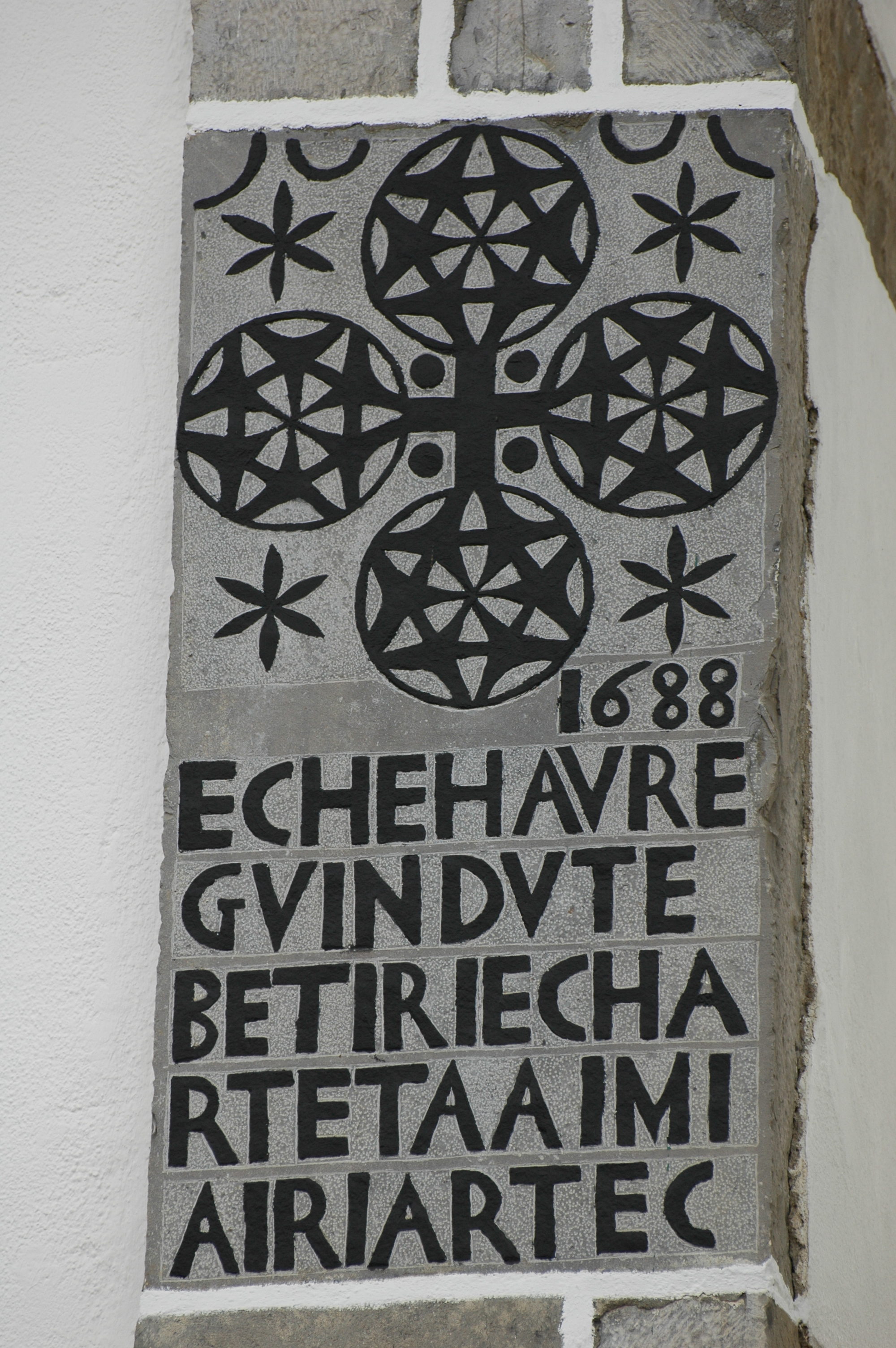
Pietra scolpita.
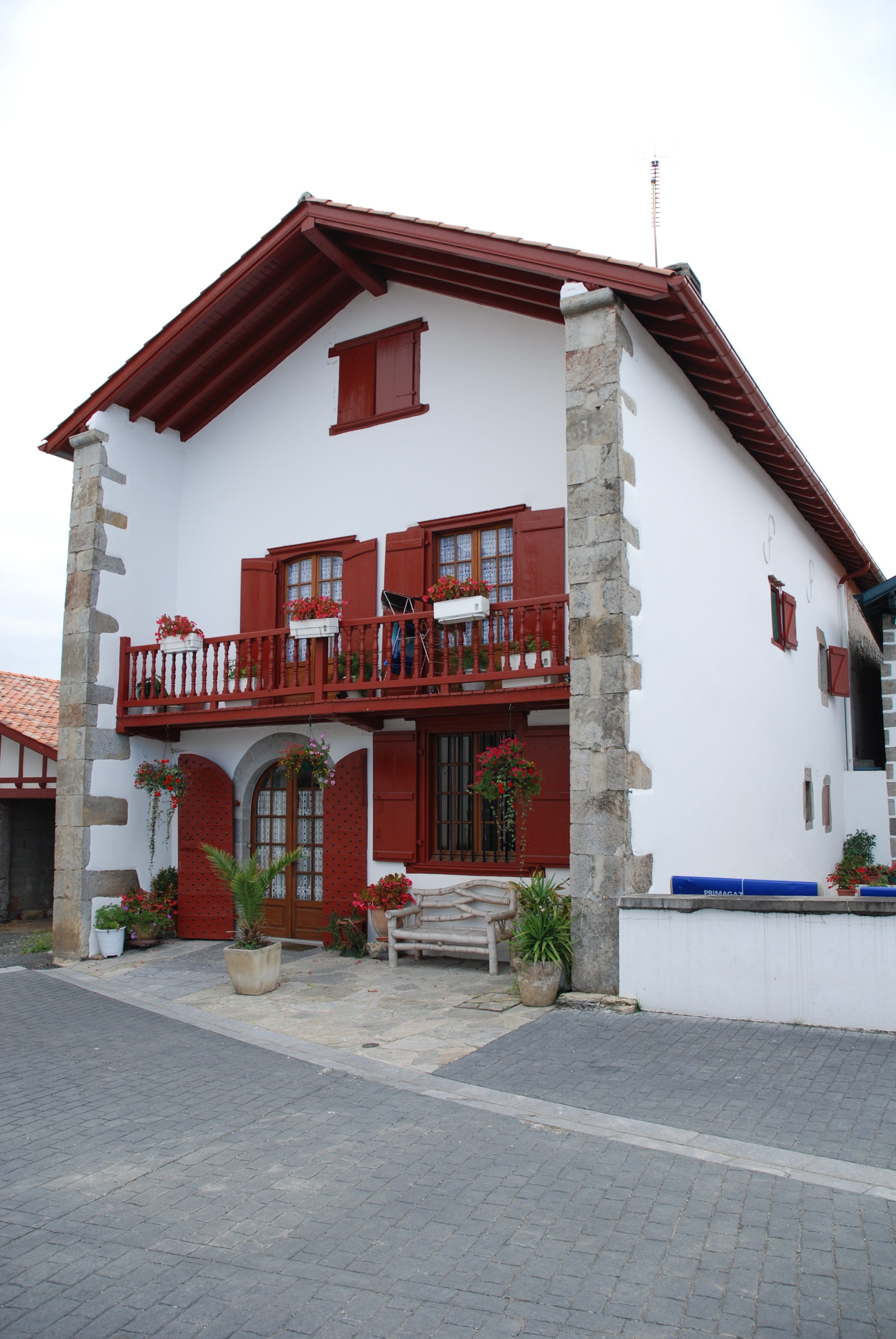
Casa della Bassa Navarra